# Discografia dei Negramaro
La discografia dei Negramaro, gruppo musicale italiano in attività dal 2000, si compone di sette album in studio, due album dal vivo, due raccolte, quattro DVD e oltre quaranta singoli.

## Album

### Album in studio
| Anno | Titolo | Classifiche | Classifiche | Classifiche | Certificazioni ITA |
| Anno | Titolo | ITA         | BEL (W)     | SWI         | Certificazioni ITA |
| ---- | --- | ----------- | ----------- | ----------- | ------------------ |
| 2003 | Negramaro - Pubblicato: 21 marzo - Etichetta: Sugar Music - Formati: CD, LP, download digitale                        | —           | —           | —           |                    |
| 2004 | 000577 - Pubblicato: 27 giugno - Etichetta: Sugar Music - Formati: CD, download digitale                              | 98          | —           | —           | - Oro              |
| 2005 | Mentre tutto scorre - Pubblicato: 4 marzo - Etichetta: Sugar Music - Formati: CD, download digitale                   | 3           | —           | —           | - Diamante         |
| 2007 | La finestra - Pubblicato: 8 giugno - Etichetta: Sugar Music - Formati: CD, download digitale                          | 1           | —           | 96          | - Diamante         |
| 2010 | Casa 69 - Pubblicato: 16 novembre - Etichetta: Sugar Music - Formati: CD, LP, download digitale                       | 1           | —           | —           | - Platino (4)      |
| 2015 | La rivoluzione sta arrivando - Pubblicato: 25 settembre - Etichetta: Sugar Music - Formati: CD, LP, download digitale | 1           | 139         | —           | - Platino (2)      |
| 2017 | Amore che torni - Pubblicato: 17 novembre - Etichetta: Sugar Music - Formati: CD, LP, download digitale               | 1           | —           | 91          | - Platino (2)      |
| 2020 | Contatto - Pubblicato: 13 novembre - Etichetta: Sugar Music - Formati: CD, LP, download digitale                      | 2           | —           | 79          | - Oro              |
| 2024 | Free Love - Pubblicato: 22 novembre - Etichetta: Sugar Music - Formati: CD, LP, download digitale                     | 8           | —           | —           |                    |

### Album dal vivo
| Anno | Titolo                                                                                                | Classifica ITA | Certificazione ITA |
| ---- | --- | -------------- | ------------------ |
| 2008 | San Siro Live - Pubblicato: 21 novembre - Etichetta: Sugar Music - Formati: CD+DVD, download digitale | 4              | - Platino (2)      |

### Raccolte
| Anno | Titolo | Classifica ITA | Certificazione ITA |
| ---- | --- | -------------- | ------------------ |
| 2012 | Una storia semplice - Pubblicato: 6 novembre - Etichetta: Sugar Music - Formati: CD, LP, download digitale                           | 1              | - Platino (3)      |
| 2024 | Negramaro - Tour Stadi 2024 Setlist - Pubblicato: 15 giugno - Etichetta: Sugar Music - Formati: CD+DVD, download digitale, streaming | 45             | - Oro              |

## Singoli
| Anno | Titolo                                              | Classifica ITA | Certificazione ITA | Album di provenienza         |
| ---- | --------------------------------------------------- | -------------- | ------------------ | ---------------------------- |
| 2003 | Solo                                                | —              |                    | Negramaro                    |
| 2003 | Come sempre                                         | —              |                    | Negramaro                    |
| 2003 | Es-senza                                            | —              |                    | Negramaro                    |
| 2005 | Mentre tutto scorre                                 | 14             | - Platino          | Mentre tutto scorre          |
| 2005 | Estate                                              | 50             | - Platino (2)      | Mentre tutto scorre          |
| 2005 | Solo3min                                            | 37             | - Platino          | Mentre tutto scorre          |
| 2006 | Nuvole e lenzuola                                   | 11             | - Oro              | Mentre tutto scorre          |
| 2007 | Parlami d'amore                                     | 2              | - Oro              | La finestra                  |
| 2007 | L'immenso                                           | 13             | - Oro              | La finestra                  |
| 2007 | Cade la pioggia (feat. Jovanotti)                   | 15             | - Oro              | La finestra                  |
| 2008 | Via le mani dagli occhi                             | 17             | - Oro              | La finestra                  |
| 2008 | Un passo indietro                                   | 30             |                    | La finestra                  |
| 2008 | Meraviglioso                                        | 1              | - Platino (3)      | San Siro Live                |
| 2010 | Sing-hiozzo                                         | 2              | - Oro              | Casa 69                      |
| 2010 | Voglio molto di più                                 | 89             |                    | Casa 69                      |
| 2011 | Basta così (feat. Elisa)                            | 7              | - Platino          | Casa 69                      |
| 2011 | Io non lascio traccia                               | 50             |                    | Casa 69                      |
| 2012 | Londra brucia                                       | 36             |                    | Casa 69                      |
| 2012 | Ti è mai successo?                                  | 3              | - Platino          | Una storia semplice          |
| 2012 | Sole                                                | 23             | - Oro              | Una storia semplice          |
| 2013 | Una storia semplice                                 | 18             |                    | Una storia semplice          |
| 2013 | Sei                                                 | 37             | - Platino          | Una storia semplice          |
| 2014 | Un amore così grande 2014                           | 2              | - Platino          | /                            |
| 2015 | Sei tu la mia città                                 | 26             | - Oro              | La rivoluzione sta arrivando |
| 2015 | Attenta                                             | 25             | - Platino (2)      | La rivoluzione sta arrivando |
| 2015 | Il posto dei santi                                  | 52             | - Platino          | La rivoluzione sta arrivando |
| 2016 | L'amore qui non passa                               | —              |                    | La rivoluzione sta arrivando |
| 2016 | Tutto qui accade                                    | —              | - Oro              | La rivoluzione sta arrivando |
| 2016 | Lo sai da qui                                       | —              | - Oro              | La rivoluzione sta arrivando |
| 2017 | Fino all'imbrunire                                  | 7              | - Platino (2)      | Amore che torni              |
| 2018 | La prima volta                                      | 43             | - Platino          | Amore che torni              |
| 2018 | Amore che torni                                     | —              | - Platino          | Amore che torni              |
| 2018 | Per uno come me                                     | 76             | - Platino          | Amore che torni              |
| 2019 | Cosa c'è dall'altra parte                           | 60             |                    | /                            |
| 2020 | Better Days - Giorni migliori (con gli OneRepublic) | 38             | - Platino          | /                            |
| 2020 | Contatto                                            | 42             | - Oro              | Contatto                     |
| 2021 | La cura del tempo                                   | —              |                    | Contatto                     |
| 2021 | Ora ti canto il mare                                | —              |                    | Contatto                     |
| 2023 | Diamanti (con Elisa e Jovanotti)                    | 40             | - Platino          | Free Love                    |
| 2023 | Fino al giorno nuovo (con Fabri Fibra)              | 45             |                    | Free Love                    |
| 2024 | Ricominciamo tutto                                  | 26             | - Oro              | Free Love                    |
| 2024 | Luna piena                                          | 90             |                    | Free Love                    |
| 2024 | Marziani                                            | —              |                    | Free Love                    |

### Partecipazioni a iniziative benefiche
| Anno | Titolo                                              | Iniziativa                                                         |
| ---- | --------------------------------------------------- | ------------------------------------------------------------------ |
| 2009 | Domani 21/04.2009 (con Artisti Uniti per l'Abruzzo) | Salviamo l'arte in Abruzzo (per il Terremoto dell'Aquila del 2009) |
| 2012 | A muso duro (con artisti vari)                      | Italia Loves Emilia (per il Terremoto dell'Emilia del 2012)        |

## Videografia

### DVD
| Anno | Titolo                      | Dettagli                                    |
| ---- | --------------------------- | ------------------------------------------- |
| 2006 | MTV Live                    | Primo DVD ufficiale                         |
| 2007 | Dall'altra parte della luna | Incluso nell'edizione deluxe di La finestra |
| 2008 | San Siro Live               | Incluso nell'omonimo album                  |
| 2010 | Toronto: Making of Casa 69  | Incluso nell'edizione deluxe di Casa 69     |

### Video musicali
| Anno | Titolo                                 | Regista/i                          |
| ---- | -------------------------------------- | ---------------------------------- |
| 2003 | Come sempre                            | Kal Karman                         |
| 2003 | Solo                                   | Kal Karman                         |
| 2003 | Mono                                   | Kal Karman                         |
| 2004 | Es-senza                               |                                    |
| 2005 | Mentre tutto scorre                    | Alessandro D'Alatri                |
| 2005 | Estate                                 | Silvio Muccino                     |
| 2005 | Solo3min                               | Stefano Moro                       |
| 2006 | Nuvole e lenzuola                      | Maki Gherzi                        |
| 2007 | Parlami d'amore                        | Riccardo Struchil                  |
| 2007 | L'immenso                              | Dario Baldi                        |
| 2007 | Senza fiato (feat. Dolores O'Riordan)  | Marco Martani                      |
| 2007 | Cade la pioggia (feat. Jovanotti)      | Dario Baldi, Davide Marengo        |
| 2007 | Tu ricordati di me                     | Dario Baldi, Davide Marengo        |
| 2008 | Via le mani dagli occhi                | Marco Gentile                      |
| 2008 | Un passo indietro                      | Tiziano Russo                      |
| 2008 | Meraviglioso                           | Giovanni Veronesi                  |
| 2010 | Sing-hiozzo                            | Piero Ameli                        |
| 2011 | Voglio molto di più                    | Valentina Be                       |
| 2011 | Basta così (feat. Elisa)               | Paolo Marchione                    |
| 2011 | Io non lascio traccia                  | Marco Missano                      |
| 2012 | Londra brucia                          | Tiziano Russo                      |
| 2012 | Ti è mai successo?                     | Tiziano Russo                      |
| 2012 | Sole                                   | Gabriele Surdo                     |
| 2013 | Una storia semplice                    | Tiziano Russo                      |
| 2013 | Sei                                    | Tiziano Russo                      |
| 2014 | Un amore così grande                   | Giovanni Veronesi                  |
| 2015 | Sei tu la mia città                    | Gabriele Surdo                     |
| 2015 | Attenta                                | Piero Messina                      |
| 2015 | Il posto dei santi                     | Ermanno Carlà                      |
| 2016 | L'amore qui non passa                  | Valentina Be                       |
| 2016 | Tutto qui accade                       | Marco De Giorgi                    |
| 2016 | Lo sai da qui                          | Giovanni Veronesi                  |
| 2017 | Fino all'imbrunire                     | Tiziano Russo                      |
| 2018 | La prima volta                         | Tiziano Russo                      |
| 2018 | Amore che torni                        | Tiziano Russo                      |
| 2018 | Per uno come me                        | Tiziano Russo                      |
| 2019 | Cosa c'è dall'altra parte              | Gianluca Grandinetti               |
| 2020 | Contatto                               | Trilathera                         |
| 2021 | La cura del tempo                      | Trilathera                         |
| 2021 | Ora ti canto il mare                   | Trilathera                         |
| 2023 | Diamanti (con Elisa e Jovanotti)       | Francesco Lorusso                  |
| 2023 | Fino al giorno nuovo (con Fabri Fibra) | Byron Rosero                       |
| 2024 | Ricominciamo tutto                     | Byron Rosero                       |
| 2024 | Luna piena                             | Giuliano Sangiorgi, Daniele Tofani |
| 2024 | Marziani                               | Giuliano Sangiorgi, Daniele Tofani |